# Boola
Boola est une ville et une sous-préfecture de Guinée, rattachée à la préfecture de Beyla et la région de Nzérékoré.
Situé à 80 km de la ville de n’zérékoré à l’ouest et à 50 km de la ville de beyla à l’est.

## Population
En 2016, le nombre d'habitants est estimé à 24 109, à partir d'une extrapolation officielle du recensement de 2014 qui en avait dénombré 22 542.